# 智利天主教大学

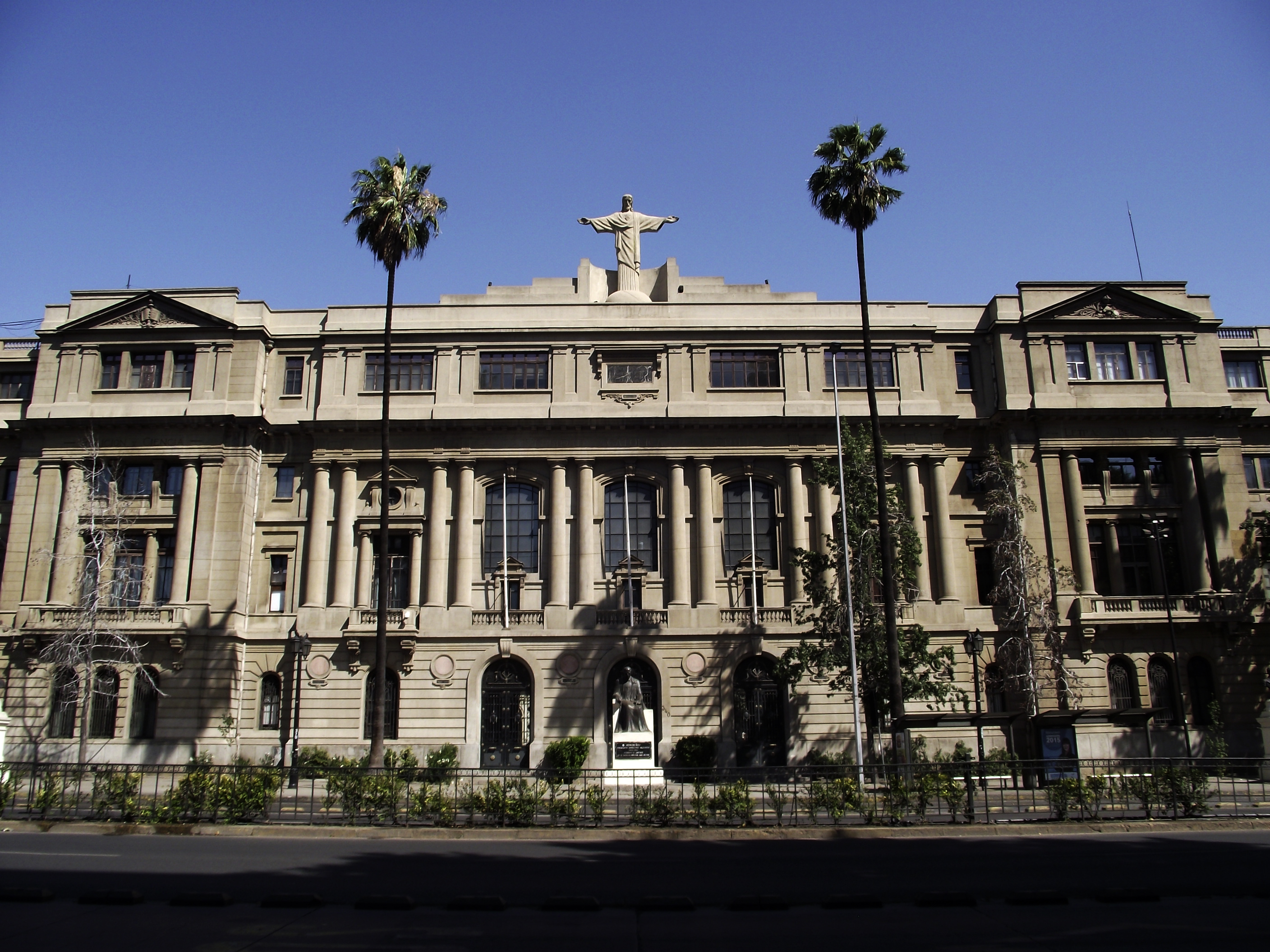
智利天主教大学

智利天主教大学，是智利的一所宗座大学。成立于1888年，大约有22,000研究生和本科生和约2,000教授。其学科和专业广泛，包括医学、工程、社会科学、自然科学、健康、经济、农业、哲学、神学、艺术和文学。智利天主教大学致力于教育建立更公正和繁荣的社会的人。
智利天主教大学是智利高等教育系统中6个天主教大學之一，并且是智利2个宗座大學之一。
根据QS世界大学排名拉丁美洲地區排名2011/2012，智利天主教大学是南美第2、智利第1的大学。

## 学院
- 工程
- 数学
- 医药
- 农学、林业工程
- 建筑、设计和规划
- 艺术
- 生物科学
- 经济与管理
- 社会科学
- 通讯
- 教育
- 哲学
- 物理
- 历史、地理和政治学
- 化学
- 神学

## 双学位协议
- 生物科学博士

- 巴黎第六大学（法国）
- 维克多谢阁兰波尔多第二大学（法国）
- 教育科学博士

- 巴黎第五大学（法国）
- 工程博士

- 北京交通大学（中国）
- 格勒诺布尔国立综合理工学院（法国）
- 米兰理工大学（意大利）
- 都灵理工大学（意大利）
- 科罗拉多大学博尔德分校（美国）
- 滑铁卢大学（加拿大）
- 建筑学博士

- 都灵理工大学（意大利）
- 农业科学博士

- 维克多谢阁兰波尔多第二大学（法国）
- 数学博士

- 巴黎第六大学（法国）

## 著名校友
- 塞巴斯蒂安·皮涅拉，第35任智利总统